# Немильня (село)
Неми́льня — село в Україні, у Звягельському районі Житомирської області. Населення становить 515 осіб

## Географія
Через село тече річка Немилянка.

## Історія
У 1906 році село Гульської (Рогачівської) волості Новоград-Волинського повіту Волинської губернії. Відстань від повітового міста 18 верст, від волості 7. Дворів 131, мешканців 668.
10 вересня 1943 року нацистські окупанти спалили повністю село, загинуло 11 жителів.

## Населення

### Мова
Розподіл населення за рідною мовою за даними перепису 2001 року:
| Мова       | Кількість | Відсоток |
| ---------- | --------- | -------- |
| українська | 513       | 99.61%   |
| російська  | 2         | 0.39%    |
| Усього     | 515       | 100%     |

## Відомі особистості
В селі народився Ю́рій Ґу́дзь (1956 - 2002) — український поет, прозаїк, драматург, есеїст, публіцист, художник, філософ, мандрівник. Член Національної спілки письменників України (Житомирське відділення, 1991) та Асоціації українських письменників (Київське відділення). Літературні псевдоніми Юрій Тетянич, Хома Брут, Хома Брус.